# Podreča
Podreča (pronunciado: [pɔˈdɾeːtʃa]; em fontes mais antigas também Podreče, em alemão:  Podretsche) é uma aldeia da margem direita do rio Sava, no município de Kranj, na região da Alta Carníola, na Eslovênia.
Podreča foi atestada em fontes escritas em 1334 como Patriarchsdorf e em 1437 como Patriarchali villa. O nome deriva de *Podreča (vas) (literalmente, 'aldeia do patriarca'); o primeiro elemento é um adjetivo possessivo do substantivo podreka ('patriarca'). Na Idade Média, a aldeia era propriedade do Patriarcado de Aquileia e, portanto, o nome se refere à propriedade histórica. Uma pequena elevação perto do assentamento conhecido como Colina de Abbot (em esloveno:  Opatji hrib) também lembra esse patrimônio eclesiástico.

## História
Em 1929, foi montado um monumento atrás da igreja, marcando o antigo local da casa onde nasceu o poeta e escritor esloveno Simon Jenko (1835-1869). Antigamente havia uma serraria e um moinho de grãos na vila, mas esses locais foram inundados quando o rio Sava foi represado pela usina hidrelétrica de Medvode em 1953, elevando o nível da água em 5 metros (16 pé).

## Igreja
A igreja local é dedicada aos Santos Cantius, Cantianus e Cantianilla. Data de 1854 e foi restaurada após o terremoto de 1895 em Liubliana. A igreja contém um altar criado por um dos Goetzls em 1874.

## Pessoas notáveis
Pessoas notáveis que nasceram ou viveram em Podreča incluem:
- Simon Jenko (1835-1869), poeta e escritor